# Isla Magnética
La isla Magnética (del wulguru: Yunbenun) está ubicada al centro oriental del estado de Queensland, Australia. Localizada sobre la bahía de Cleveland, a 15 kilómetros de la ciudad de Townsville. La isla cuenta con 23 playas y 300 días soleados al año. La mayor parte de la isla está bajo la protección del parque nacional Isla Magnética, que cuenta con 27 km² de los 52 km² totales de la isla. Su nombre se originó cuando, al pasar por ella en su travesía por la costa oriental de Australia en 1770, el capitán James Cook notó la alteración de la brújula de su barco por un aparente «efecto magnético» de la misma.

## Galería

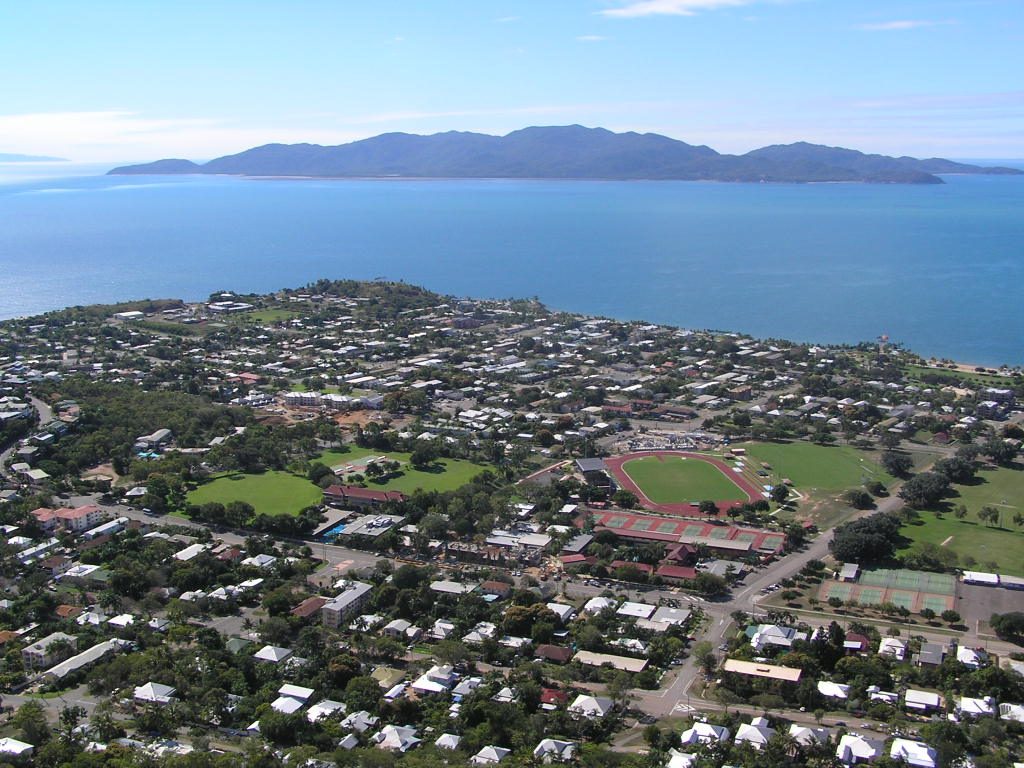
Isla Magnética y suburbios de Townsville